# برامبرگ ام ویلدکوگل
برامبرگ ام ویلدکوگل (به آلمانی: Bramberg am Wildkogel) یک منطقهٔ مسکونی در اتریش است که در ناحیه تسل آم زه واقع شده‌است. برامبرگ ام ویلدکوگل ۱۱۷٫۱۹ کیلومتر مربع مساحت دارد ۸۱۹ متر بالاتر از سطح دریا واقع شده‌است.